# Urophyllum bismarckii-momis
Urophyllum bismarckii-momis är en måreväxtart som beskrevs av Theodoric Valeton. Urophyllum bismarckii-momis ingår i släktet Urophyllum och familjen måreväxter. Inga underarter finns listade i Catalogue of Life.